# كارل ويلهلم ليوبولد كروغ
كارل ويلهلم ليوبولد كروغ (بالألمانية: Carl Wilhelm Leopold Krug)‏ هو كاتب ودبلوماسي وعالم نبات ألماني، ولد في 3 يناير 1833 في Mühlenbeck ‏ في ألمانيا، وتوفي في 4 أبريل 1898 في ليشترفيلد في ألمانيا.